# Äquatoria

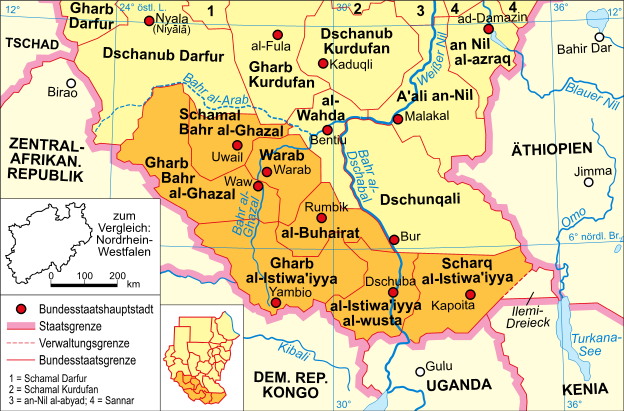
Frühere Bundesstaaten des Sudan auf dem Gebiet der Provinz Äquatoria in den Grenzen vor 1948

Äquatoria (arabisch الاستوائية al-Istiwa'iyya, englisch Equatoria) war bis 1956 eine Provinz des Anglo-Ägyptischen Sudan, dann bis 1976 eine Provinz und von 1991 bis 1994 ein Bundesstaat der Republik Sudan. Heute bildet das Gebiet einen Teil des 2011 entstandenen Staates Südsudan.

## Geschichte

### 19. Jahrhundert
Die Provinz entstand in dem Versuch Ägyptens, welches zu dieser Zeit den Türkisch-Ägyptischen Sudan beherrschte, einen Modellstaat im Zentrum Afrikas zu errichten. Die Verwaltung Äquatorias bestand im Wesentlichen aus wenig mehr als einer Handvoll Abenteurer in einigen isolierten Außenposten. Es waren zu keiner Zeit mehr als 600 Soldaten in der Provinz stationiert. Neben den heute südsudanesischen Gebieten umfasste sie zu dieser Zeit auch Teile des heutigen Uganda.
Äquatoria wurde 1870 von Samuel White Baker geschaffen, der von der ägyptischen Regierung mit der Errichtung von Handelsposten am oberen Weißen Nil beauftragt worden war. Er ließ den Posten Gondokoro befestigen und benannte ihn zu Ehren des regierenden Khediven Ismail Pascha in Ismailia um. In diesem Gebiet lebten zahlreiche teils verwandte ethnische Gruppen mit eigenen Häuptlingen, darunter die Acholi, Azande, Bari, Lotuko, Madi, Moru, Mundari, Pojulu und Toposa. Weiterhin wurde das Gebiet von arabischen Sklavenhändlern durchquert.
Von 1874 bis 1876 war Charles George Gordon, genannt Gordon Pascha, Gouverneur. Als dieser 1877 Generalgouverneur des gesamten Sudan wurde, folgte ihm 1878 Eduard Schnitzer, genannt Emin Pascha. Der Mahdi-Aufstand des Muhammad Ahmad in den 1880er Jahren trennte Äquatoria von Ägypten. Mehrere europäische Expeditionen wurden organisiert, um Emin Pascha zu retten. Bekannt wurde, vor allem, die Expedition Henry Morton Stanleys. Anschließend erlangten bis 1898 die Mahdisten die Kontrolle über das Gebiet. Wichtige Siedlungen in Äquatoria waren Lado in der Ladoenklave, Gondokoro und Wadelai.

### Zur Namensgebung im 19. Jahrhundert
Die Namensgebung sollte den anglo-ägyptischen Anspruch auf erheblich größere Gebiete untermauern, Charles Gordon und Emin Pascha bereisten auch angrenzende Gebiete und prüften die Möglichkeit der Gebietserweiterung nach Süden. Aufgrund des Mahdi-Aufstandes konnten diese Pläne jedoch nicht weiter verfolgt werden und Wadelai (heute im Norden Ugandas) blieb mit 2° 50' N der südlichste Punkt der Provinz, die den Äquator nirgends berührte.

### Verwaltungseinheit im 20. Jahrhundert
Im Anglo-Ägyptischen Sudan wurde Äquatoria eine der acht ursprünglichen Provinzen. 1948 wurde die Region Bahr al-Ghazal im Nordwesten als eigenständige Provinz von Äquatoria abgetrennt. 1976 wurde die Provinz erneut in Ost- und Westäquatoria geteilt. Von 1991 bis 1994 wurde ein Bundesstaat Äquatoria geschaffen, der in den Grenzen der Provinz Äquatoria von 1948 bis 1976 glich. Am 14. Februar 1994 wurde erneut Äquatoria aufgespalten, diesmal in die Bundesstaaten al-Istiwa'iyya al-wusta (Zentral-Äquatoria), Gharb al-Istiwa'iyya (West-Äquatoria) und Scharq al-Istiwa'iyya (Ost-Äquatoria).

### Teil des Südsudan

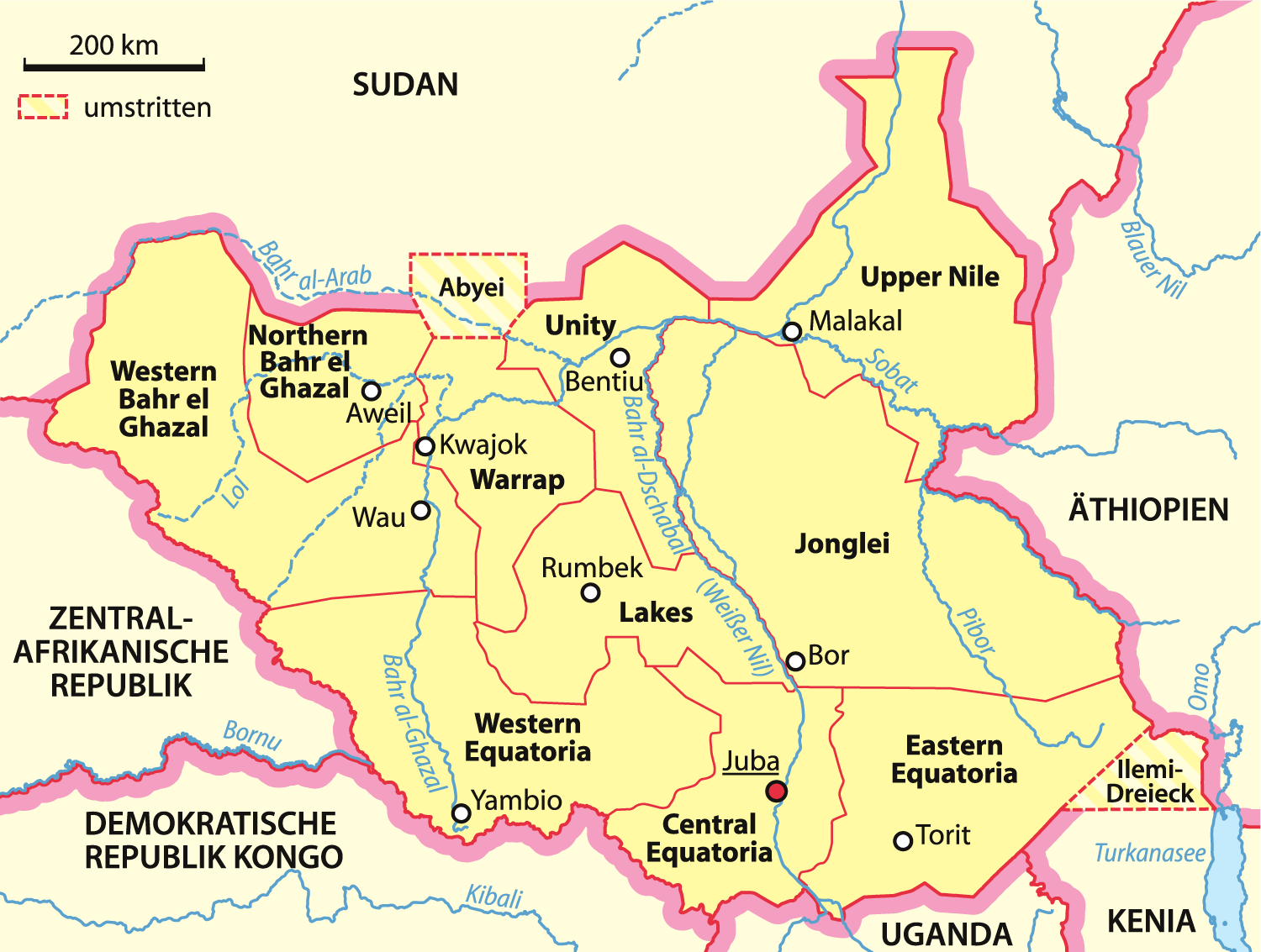
Bundesstaaten des Südsudan

Die Region war im 20. und frühen 21. Jahrhundert Schauplatz der beiden Bürgerkriege um die Sezession des Südsudan sowie Rückzugsgebiet ugandischer regierungsfeindlicher Milizen wie der Lord’s Resistance Army und der West Nile Bank Front. Nach dem Ende des zweiten Bürgerkriegs und dem Unabhängigkeitsreferendum im Südsudan 2011 bildeten die drei Äquatoria-Provinzen zusammen mit den Regionen Bahr al-Ghazal und
Great Upper Nile den neuen Staat Südsudan.

## Gouverneure der Provinz Äquatoria

### Türkisch-Ägyptische Herrschaft
| Gouverneur a                              | von  | bis  |  |
| ----------------------------------------- | ---- | ---- |  |
| Samuel White Baker                        | 1869 | 1873 |  |
| Muhammad Rauf Bey (geschäftsführend)      | 1873 | 1874 |  |
| Charles George Gordon                     | 1874 | 1876 |  |
| Alexander McComb Mason (geschäftsführend) | 1876 | 1876 |  |
| Henry Gosslee Prout                       | 1876 | 1878 |  |
| Ibrahim Fawzi Bey                         | 1878 | 1878 |  |
| Muhammad Emin Pascha                      | 1878 | 1889 |  |

### Mahdistische Herrschaft
| Gouverneur a               | von  | bis  |  |
| -------------------------- | ---- | ---- |  |
| Umar Sālih                 | 1888 | 1892 |  |
| Muhammad 'Uthmān abu Qarja | 1892 | 1893 |  |
| Arabī Dafa'allāh           | 1893 | 1898 |  |

### Anglo-Ägyptische Herrschaft
| Gouverneur a            | von               | bis               |  |
| ----------------------- | ----------------- | ----------------- |  |
| Leonard Fielding Nalder | 1. Januar         | 29. August 1936   |  |
| Martin Willoughby Parr  | 29. August 1936   | 11. Dezember 1942 |  |
| C.H.L. Skeet            | 11. Dezember 1942 | 6. Oktober 1945   |  |
| B. V. Marwood           | 6. Oktober 1945   | 4. August 1948    |  |
| H.A. Nicholson          | 4. August 1948    | 28. Juli 1949     |  |
| J.F. Tiernay            | 28. Juli 1949     | 31. März 1952     |  |
| E.H. Nightingale        | 31. März 1952     | 1954              |  |
| J.C.N. Donald           | 1954              | 1955              |  |